# Wei-Lin Tai
Wei-Lin Tai (30 maart 1997) is een Taiwanese langebaanschaatser.

## Records

### Persoonlijke records
| Afstand    | Tijd      | Datum           | Baan           |
| ---------- | --------- | --------------- | -------------- |
| 500 meter  | 36,39     | 13 oktober 2017 | Salt Lake City |
| 1000 meter | 1.09,60   | 8 februari 2020 | Calgary        |
| 1500 meter | 0 1.46,68 | 7 februari 2020 | Calgary        |
| 3000 meter | 0 3.55,45 | 7 oktober 2017  | Salt Lake City |
| 5000 meter | 0 6.37,09 | 1 december 2017 | Calgary        |

(laatst bijgewerkt: 8 februari 2020)

## Resultaten
| Jaar | Olympische Spelen |
| ---- | ----------------- |
| 2018 | 34e 1500m         |